# マット・ヒートン
マット・ヒートン（Matt Heaton、1993年2月9日 - ）は、メジャーリーグラグビー、ラグビーATLに所属するラグビー選手でチームの主将。

## プロフィール
- カナダ・ケベック州ゴッドマンチェスター出身[1]。
- ポジションはフランカー(FL)。
- 身長 188cm、体重 100kg
- U20カナダ代表に選ばれたことがある[2]。
- カナダ代表キャップは28（2021年2月現在）でワールドカップ2019のカナダ代表に選ばれた[3]。

## 略歴
ザ・ロックを経て、2020年、ラグビーATLに加入。 